# Limba (Nepal)
Limba (nep. लिम्बा) – gaun wikas samiti we wschodniej części Nepalu w strefie Meći w dystrykcie Panchthar. Według nepalskiego spisu powszechnego z 2001 roku liczył on 940 gospodarstw domowych i 5156 mieszkańców (2661 kobiet i 2495 mężczyzn).